# Феллер, Франк
Франк Феллер (нем. Frank Feller; родился 7 января 2004 года, Леонберг, Германия) — немецкий футболист, вратарь «Хайденхайма».

## Клубная карьера
Франк Феллер — воспитанник «Эльтингена», «Фрайберга» и «Хайденхайма». В составе последних дебютировал 22 августа 2024 года в матче Лиги конференций против «Хеккена», проведя на поле весь матч и пропустив гол от Миккеля Рюгора.

## Карьера в сборной
За сборные Германии до 17, 18 и 19 лет провёл 13 игр, где пропустил 14 мячей. Также вызывался в сборную до 20 лет.